# Ernesto Peroncini
Ernesto Peroncini (Cervignano d'Adda, 10 gennaio 1956) è un ex calciatore e allenatore di calcio italiano, di ruolo centrocampista.

## Carriera
Debutta in Serie C2 con il Sant'Angelo, con cui raggiunge la Serie C1 grazie al secondo posto ottenuto al termine del campionato 1978-1979; nel 1981 si trasferisce al Monza dove ottiene una promozione in Serie B nel campionato 1981-1982.
In serie cadetta disputa tre stagioni con la maglia del Monza prima di tornare in Serie C1 dove gioca le ultime stagioni da professionista con la Reggiana.